# Бедная богатая девочка
«Бедная богатая девочка» (англ. Young Adult) — американский трагикомедийный фильм режиссёра Джейсона Райтмана, снятый по сценарию Диабло Коди. В главной роли — Шарлиз Терон. Это второй совместный проект режиссёра Джейсона Райтмана и сценаристки Диабло Коди после фильма «Джуно». 
Премьера фильма в США состоялась 9 декабря 2011 года. В России премьера состоялась 19 января 2012 года. Фильм был номинирован на премию «Золотой глобус» (2012) в категории «Лучшая женская роль — комедия или мюзикл» (Шарлиз Терон).

## Сюжет
37-летняя Мэвис Гэри (Шарлиз Терон) — бывшая королева школьного бала, а ныне разведённая писательница подростковых романов жанра Young adult. Она живёт одна в своей квартире в Миннеаполисе, ее жизнь довольно благополучна, как и карьера, но вместе с тем Мэвис страдает депрессией. Однажды она получает письмо от своего бывшего и ныне женатого возлюбленного Бадди с приглашением на праздник в честь дня рождения его ребёнка. Ей становится обидно, что у Бадди появился ребёнок и что он, должно быть, счастлив в отличие от Мэвис. При этом она считает, что Бадди живёт словно «в тюрьме»: в провинциальном городке, без перспектив и с «ребёнком-обузой». Мэвис ностальгирует по своим прошлым отношениям и решает вернуть их любовь с Бадди, разрушив его брак, для чего приезжает в городок ее «былой славы» Меркьюри, где когда-то выросла.

## В ролях
| Актёр            | Роль                       |
| ---------------- | -------------------------- |
| Шарлиз Терон     | Мэвис Гэри                 |
| Паттон Освальт   | Мэтт Фрихоф                |
| Патрик Уилсон    | Бадди Слэйд                |
| Элизабет Ризер   | Бет Слэйд жена Бадди       |
| Коллетт Вульф    | Сандра Фрихоф сестра Мэтта |
| Джилл Айкенберри | Хедда Гэри мать Мэвис      |
| Мэри Бет Хёрт    | Джен мать Бадди            |
| Луиза Краузе     | сотрудница отеля           |

## Критика
Фильм собрал в основном положительные отзывы кинокритиков. На сайте Rotten Tomatoes рейтинг картины составляет 80 % на основе 195 рецензий со средней оценкой 7/10. 
Роджер Эберт из «Chicago Sun-Times» дал фильму 3,5 звезды из 4, написав: «После того, как я ушёл с показа фильма «Бедная богатая девочка», мои мысли смешались. У Джейсона Райтмана невероятный послужной список. Все его фильмы были очень полезными. Персонаж Мэвис делает картину непростой в обработке. По мере того, как я это воспринимал, я осознавал, что это бесстрашное исследование персонажей. Иногда это смешно. Это не больно».
Кайл Бьюкенен из «Vulture» назвал Мэвис «женщиной, которая осмеливается позволить зрителям не любить её», а Морин Джонсон из «Huffington Post» заявила, что «Мэвис Гэри психически больна. (...) Она страдает от депрессии, алкоголизма и трихотилломании (навязчивое выдергивание волос)».